# Mega Man (personnage)
Pour les articles homonymes, voir Mega Man (homonymie).
Mega Man (Rockman (ロックマン Rokkuman) au Japon) est un personnage de jeu vidéo créé en 1987 et protagoniste de la série Mega Man. Aujourd'hui mascotte de Capcom, il apparaît sous diverses formes dans tous les jeux de la vaste franchise éponyme,,,,,,,,,,,,,,,,,,,,,,,,,,,,.

## Genèse

### LesRobot Masters
En l'an 200X, le professeur Thomas Light conçoit un androïde destiné à démontrer qu'un programme avancé d'intelligence artificielle peut être capable de prendre des décisions par rapport à des commandes vagues. Il baptise ce projet Robot Master en raison de la capacité du robot de diriger le travail de machines moins intelligentes. Sa première création a pour nom Proto Man (Blues au Japon), mais s'échappe avant la fin des tests. Le professeur Light décide alors de retenter le coup avec deux robots : Rock et Roll.
Le succès de cette nouvelle entreprise pousse le professeur Light à créer six nouveaux robots spécialisés dans la construction et l'entretien des travaux publics, soit 
- Cut Man, un robot de réutilisation des terrains ;
- Guts Man, un robot de construction et d'excavation ;
- Ice Man, un robot conçu pour l'exploration en climat froid ;
- Bomb Man, un robot de démolition qui doit travailler avec Guts Man ;
- Fire Man, créé pour la gestion des déchets;
- Elec Man, conçu pour surveiller et commander des centrales d'énergie atomique.

Dans Mega Man Powered Up, deux autres Robot Masters s'ajoutent au groupe original :
- Time Man, créé pour la recherche sur le voyage dans le temps avec sa capacité de le ralentir ;
- Oil Man, conçu pour l'entretien, produisant de l'huile pour des machines.

### Mega Man
Le temps est finalement venu pour le professeur Light de faire connaître au monde sa contribution à la science. Son rival, le professeur Albert W. Wily, jaloux du succès de Light, reprogramme les autres robots (sauf Rock et Roll) et s'en sert pour prendre le contrôle de la ville.
Avec son sens du bien et du mal, Rock est volontaire pour être transformé en robot de combat et aller arrêter le professeur Wily. Depuis il est connu sous le nom de Mega Man (Rockman au Japon).

## Personnalité
La personnalité et l'intelligence de Mega Man correspondent à celles d'un garçon de 10 ans. Il n'a pas la maturité des robots futurs (tel Mega Man X) mais il est loyal au professeur Light et a un sens aigu de la justice, d'ailleurs il considère le professeur Light comme son père il fait de même avec Roll qu'il considère comme sa sœur et elle aussi il essaye toujours de protéger l'humanité. Comme beaucoup de robots, Mega Man obéit aux lois dérivées des trois lois de la robotique. Cependant dans Mega Man 7, il semble proche de les briser en voulant tuer le professeur Wily. Quand il le menace de son arme, dans la version originale, Mega Man reste silencieux après que Wily lui rappelle cette interdiction, mais dans la version anglaise, il dit qu'il est plus qu'un robot. Pourtant dans le jeu, Wily dit simplement que Mega Man n'a pas le droit de tuer des humains.

## Divers
- Keiji Inafune, character designer du premier Mega Man, et grand nom de l'entreprise Capcom, fut longtemps considéré à tort comme le créateur du personnage. Il avoue lors du Tokyo Game Show de 2007 que lorsque son entrée dans le projet Mega Man, le personnage et le concept du jeu étaient déjà créés.
- Rock et Roll sont nommés d'après la musique rock 'n' roll.
- Selon des livres japonais, Rock a été créé pour utiliser des outils. En étudiant comment les outils étaient utilisés, il pouvait utiliser un système d'outils variables, ce qui en fait l'assistant de laboratoire idéal.
- Mega Man possède des animaux robotiques : le chien Rush, le chat Tango, et l'oiseau Beat. Light a des robots assistants : Auto (Rightot au Japon) le mécanicien et Eddie la valise qui marche (et qui apporte parfois de l'aide à Mega Man), (Flip Top au Japon).
- Mega Man est connu sous le nom de Rockman au Japon. Son nom fut apparemment changé en Mega Man parce que le terme rock évoquait trop un rocher. Dans Mega Man 4, en anglais, Rock est le nom de Mega Man avant sa transformation. Dans la version anglaise de Mega Man Powered Up, le nom original de Mega Man est Mega.
- Mega Man fait partie du casting de Super Smash Bros. for Nintendo 3DS / for Wii U, quatrième opus de la série éponyme qui est sortie en 2014. Il réapparaît en 2018 dans la suite du précédent opus, Super Smash Bros. Ultimate, toujours en tant que personnage jouable. Dans cette série, Mega Man n'utilise que des armes issues de sa saga originale, à l'exception d'une attaque qui référence le jeu de combat Mega Man: The Power Battle. Son apparence dans la saga Super Smash Bros. est inspirée de celle qu'il possède sur les artworks des opus NES.